# Zdworskie-See
Der Zdworskie-See (polnisch Jezioro Zdworskie) ist ein 327,5 Hektar großer See auf dem Areal der polnischen Gemeinde Łąck mit einer maximalen Wassertiefe von 8,8 Metern. Der Zwordskie-See ist der größte See der Woiwodschaft Masowien und hat ein Volumen von 804.3000 m³. Sein Wasser wurde 1987 mit der Güteklasse 3 klassifiziert. Der Zdworskie-See wird im Sommer als Badesee genutzt und ist auf über 90 % seines Ufers mit einem Schilfgürtel umgeben. An seinem Ufer liegen die Orte Matyldów, Koszelówka, Zofiówka und Zdwórz.